# 道格拉斯 (亚利桑那州)
道格拉斯（英文：Douglas），是美国亚利桑那州科奇斯县下属的一座城市。面积约为9.98平方英里（约合25.8平方公里）。根据2010年美国人口普查，该市有人口17,378人，人口密度为1,741.00/平方英里。在建制上，该市属于“City”。